# Ulrich Borowka
Ulrich Borowka (Menden, 1962. május 19. –) Európa-bajnoki bronzérmes nyugatnémet válogatott német labdarúgó, hátvéd, edző.

## Pályafutása

### Klubcsapatban
1967 és 1980 között az SG Hemer 08, az FC Oese 49, az SSV Kalthof és a DSC Wanne-Eickel korosztályos csapataiban kezdte a labdarúgást. 1980 és 1987 között a Borussia Mönchengladbach labdarúgója volt. Az első idényben a második csapatban szerepelt. 1984-ben tagja volt a nyugatnémet kupa-döntős csapatnak. 1988 és 1995 között a Werder Bremen csapatában szerepelt. Tagja volt az 1987–88-as és az  1992–93-as bajnokcsapatnak. 1991-ben és 1994-ben német kupát nyert az együttessel. Az 1991–92-es KEK-győztes csapatnak is tagja volt. 1996-ban a Tasmania Berlin, 1997-ben a Hannover 96 és a lengyel Widzew Łódź labdarúgója volt. A lengyel csapattal tagja volt az 1996–97-es bajnokcsapatnak. 1997–98-ban az FC Oberneuland, 1999–2000-ben a Viktoria Rheydt csapataiban játszott. 2000-ben vonult vissza az aktív labdarúgástól.

### A válogatottban
1982 és 1987 között kétszer szerepelt az NSZK U21-es válogatottjában, 1987–88-ban kilencszer az olimpiai csapatban. 1988-ban hat alkalommal szerepelt a nyugatnémet válogatottban. Tagja volt 1988-as Európa-bajnoki bronzérmes csapatnak.

### Edzőként
1997 és 2004 között edzőként is tevékenykedett az FC Oberneuland, a Berlin AK 07 és a Türkiyemspor Berlin csapatainál.

## Sikerei, díjai
NSZK
- Európa-bajnokság
  - bronzérmes: 1988, NSZK

 Borussia Mönchengladbach
- Német kupa (DFB-Pokal)
  - döntős: 1984

 Werder Bremen
- Német bajnokság (Bundesliga)
  - bajnok: 1987–88, 1992–93
- Német kupa (DFB-Pokal)
  - győztes: 1991, 1994
  - döntős: 1989, 1990
- Kupagyőztesek Európa-kupája (KEK)
  - győztes: 1991–92

 Widzew Łódź
- Lengyel bajnokság (Ekstraklasa)
  - bajnok: 1996–97